# West-Vlaanderen
West-Vlaanderen (tiếng Hà Lan: West-Vlaanderenⓘ) là tỉnh cực tây vùng Vlaanderen, Bỉ. Các đơn vị giáp ranh (từ phía bắc theo chiều kim đồng hồ): tỉnh Zeeland của Hà Lan, tỉnh Oost-Vlaanderen và tỉnh Hainaut (Henegouwen) ở Bỉ, giáp với vùng Hauts-de-France của Pháp, và Biển Bắc. Thủ phủ là Bruges (Brugge). Tỉnh có diện tích 3.125 km², có 8 huyện hành chính (arrondissementen) với 64 đô thị.
Toàn bộ bờ biển Biển Bắc thuộc Bỉ nằm ở tỉnh này, là một khu vực du lịch quan trọng. Tuyến xe điện chạy dọc theo bãi biển từ De Panne đến biên giới với Pháp, qua cảng Ostend (Oostende), đến Knokke-Heist với biên giới Hà Lan.
Tỉnh này có đồng bằng dọc theo bờ biển, chỉ có ít đồi ở phía nam, đỉnh cao nhất tỉnh nằm ở Kemmelberg (159 m). Các sông chảy qua tỉnh có Leie và IJzer. Đây là tỉnh duy nhất của Bỉ giáp cả Pháp và Hà Lan.
Về phía bắc của tỉnh, phần lớn công nghiệp tập trung ở trong và xung quanh các thành phố Bruges và Ostend. Cả hai thành phố đều có hải cảng quan trọng: cảng Bruges-Zeebrugge và cảng Ostend.
Phía nam có công nghiệp dệt với các công ty như Beaulieu và Libeco-Lagae. Du lịch là một ngành quan trọng ở tỉnh này, phần lớn các cơ sở du lịch tập trung dọc bờ biển.

## Các huyện
Tỉnh này có 8 huyện hành chính.

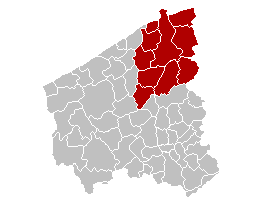
Bruges
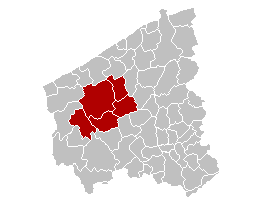
Diksmuide
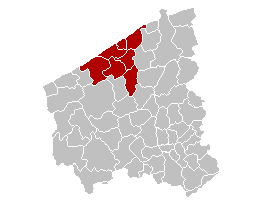
Ostend
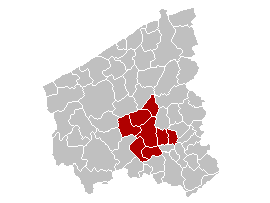
Roeselare
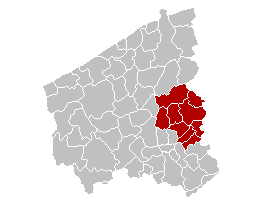
Tielt
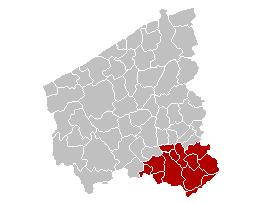
Courtrai
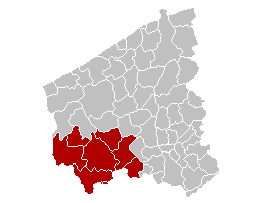
Ypres
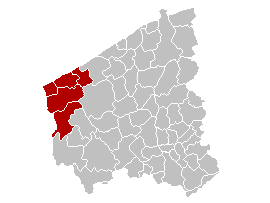
Veurne

## Huyện tư pháp
Tỉnh có 4 huyện tư pháp: Bruges, Courtrai, Veurne, Ypres

## Các đô thị

Bản đồ các đô thị ở West Flanders

Các đô thị có tư cách thành phố có chữ (thành phố) đằng sau tên.
| 1. Alveringem 2. Anzegem 3. Ardooie 4. Avelgem 5. Beernem 6. Blankenberge (thành phố) 7. Bredene 8. Bruges (thành phố) 9. Damme (thành phố) 10. De Haan 11. De Panne 12. Deerlijk 13. Dentergem 14. Diksmuide (thành phố) 15. Gistel (thành phố) 16. Harelbeke (thành phố) 17. Heuvelland 18. Hooglede 19. Houthulst 20. Ichtegem 21. Ypres (Ieper) (thành phố) 22. Ingelmunster | 23. Izegem (thành phố) 24. Jabbeke 25. Knokke-Heist 26. Koekelare 27. Koksijde 28. Kortemark 29. Courtrai (thành phố) 30. Kuurne 31. Langemark-Poelkapelle 32. Ledegem 33. Lendelede 34. Lichtervelde 35. Lo-Reninge (thành phố) 36. Menen (thành phố) 37. Mesen (thành phố) 38. Meulebeke 39. Middelkerke 40. Moorslede 41. Nieuwpoort (thành phố) 42. Ostend (thành phố) 43. Oostkamp | 44. Oostrozebeke 45. Oudenburg (thành phố) 46. Pittem 47. Poperinge (thành phố) 48. Roeselare (thành phố) 49. Ruiselede 50. Spiere-Helkijn 51. Staden 52. Tielt (thành phố) 53. Torhout (thành phố) 54. Veurne (thành phố) 55. Vleteren 56. Waregem (thành phố) 57. Wervik (thành phố) 58. Wevelgem 59. Wielsbeke 60. Wingene 61. Zedelgem 62. Zonnebeke 63. Zuienkerke 64. Zwevegem |